# Добрин Досев
Добрин Досев е български актьор и певец.

## Биография
Добрин Досев е роден на 31 май 1963 г. в гр.Плачковци. През 1970 г. семейството му се мести в Стара Загора. Завършва Руската езикова гимназия през 1980 г. Участва в самодеен младежки театър „Съвременник“ с ръководител Ради Радев. По същото време свири и пее в ученическа рок група. През 1992 г. завършва УНСС. Играе в студентска театрална студия „Време“. Влечението му към актьорската професия не стихва и през 1992 г. кандидатства в НАТФИЗ „Кръстьо Сарафов“. Приет е в класа на проф. Никола Корабов с актьорско майсторство за кино и телевизия, както и актьорско майсторство за драматичен театър с ръководител проф. Стефан Данаилов. Завършва през 1996 г. Още предишната година е поканен от режисьора Николай Поляков в Драматичния театър в Ловеч за постановката „Пред Влахернските врата“. Това е и неговият дебют на професионална сцена. През 1996/97 г. е поканен и започва работа в Драматично-куклен театър „Константин Величков“. Напуска през 2012 г. През това време играе и на сцените на театър „Сълза и смях“, Сатиричен театър, Театър 199, Малък градски театър „Зад канала“, Народен театър „Иван Вазов“, Театрална работилница „Сфумато“, Драматично-куклен театър „Васил Друмев“ и др. През 2015 г. е поканен от директора на Драматичния театър в Пловдив Кръстю Кръстев и от тогава е част от трупата на театъра.

### Филми
В киното започва да снима от 1999 г. Дебютният му филм е „Сомбреро блус“ на режисьора Илиян Симеонов. Оттогава снима в много филмови и телевизионни продукции. Сред знаковите му роли са:
- блокадна охрана - Американски тюлени 3: Живи или мъртви (2001)
- Добрин в „Ярост“ през 2002 г.;
- Капитан Соколов в Alien Hunter на HBO;
- Мумиус в Spartacus (2004 г.);
- Триестино в Chinese Wife (2006 г.);
- Юри в „Забранена любов“ (2009 г.);
- Михаил в „Докато Ая спеше“ (2015 г.);
- Светослав в „Лили Рибката“;
- Андрей в „Посоки“ (2017 г.) на Стефан Командарев
- Отец Матей в "Чума" (2023 г.) с режисьор Иван Владимиров.

### Музика
От 2009 г. се завръща и към другото си увлечение – музиката. Записва песните:
- „Стъклени цветя“, музика: Стенли, текст: Даниел Рашев; и като част от проекта „Пеещи Артисти“ на Игор Марковски – „Роднина на дъжда“, музика: Момчил Колев, текст: Георги Константинов, 2020 г.;[2]
- „Пътник без билет“, музика: Момчил Колев, текст: Александър Петров, 2021 г.;[3]
- „Пианистът“, музика: Веселин Веселинов – Еко, текст: Александър Петров, 2022 г.[4]

### Отличия
- Награда за главна мъжка роля от Фестивала на малките театрални форми – гр. Враца, 1997 г. за ролята на Веничка в „Нощта на алкохолиците“;
- Награда за най-добра мъжка роля от Международния фестивал за телевизионни филми – гр. Бар, Черна гора, 2002 г. за ролята на Добрин във филма „Ярост“;
- Номинация за „Аскеер“, 2006 г. за ролята на Кросното в „Сън в лятна нощ“;
- Награда „Икар“, 2009 г. за ролята на Подкальосин в „Женитба“;[5]
- Първа награда за главна мъжка роля от Фестивала на малките театрални форми – гр. Враца, 2009 г. за ролята на Подкальосин в „Женитба“;
- Номинация за „Аскеер“, 2016 г. за поддържаща мъжка роля – Медвед в „Сестри Палавееви“;[6]
- Официална селекция на филма „Посоки“ на Филмовия фестивал в Кан, 2017 г.